# Polybutadien
| Polymere aus 1,3-Butadien (schematische Präsentation) |
| Ausschnitt aus einer Polymerkette von cis-1,4-Polybutadien. Eine C4-Einheit ist blau eingekreist.                                                                |
| Ausschnitt aus einer Polymerkette von trans-1,4-Polybutadien. Eine C4-Einheit ist blau eingekreist.                                                              |
| Ausschnitt aus einer Polymerkette von isotaktischem-1,2-Polybutadien. Eine C4-Einheit ist blau eingekreist. In den Seitenketten erkennt man die Vinylgruppen.    |
| Ausschnitt aus einer Polymerkette von syndiotaktischem-1,2-Polybutadien. Eine C4-Einheit ist blau eingekreist. In den Seitenketten erkennt man die Vinylgruppen. |

Polybutadien ist eine Sammelbezeichnung für Homopolymere, die aus 1,3-Butadien hergestellt werden. Polybutadien zählt zu den Synthesekautschuken und wird auch als Butadien-Kautschuk (Kurzzeichen BR vom englisch butadiene rubber) bezeichnet.
In Bezug auf den globalen Verbrauch ist Polybutadien der zweitwichtigste synthetische Kautschuk und machte im Jahr 2012 etwa ein Viertel des Marktvolumens aus.

## Herstellung
Polybutadien kann mittels anionischer, koordinativer oder auch radikalischer Kettenpolymerisationen hergestellt werden. Je nach Art der Polymerisation entstehen Polybutadiene mit unterschiedlich häufig auftretenden strukturellen Einheiten. Die C-C-Doppelbindungen in den Wiederholeinheiten können als 1,4-cis-, 1,4-trans- oder als 1,2-Einheiten auftreten. Eine 1,2-Einheit entspricht einer Vinylgruppe, die Doppelbindung liegt in der Seitenkette.
Radikalische Kettenpolymerisation: Emulsionspolymerisation führt zu einem statistischen Auftreten der drei Sequenzen. Bei niedriger Reaktionstemperatur (5 °C) sinkt der Anteil an Vinylgruppen. Initiierung erfolgt mit Kaliumperoxodisulfat und Eisensalzen. Mit Wasserstoffperoxid als Initiator lassen sich kurzkettige Makromoleküle herstellen, die durch Start- und Abbruchreaktion mit OH-Radikalen zu endständigen Diolen führen (Telechele). Als Diole werden sie zur Synthese von elastomeren Polyurethanen verwendet.
Anionische Kettenpolymerisation: Die Initiierung der Kettenpolymerisation erfolgt mit Butyllithium. Das so erhaltene Polybutadien enthält etwa 40 % 1,4-cis- und 50 % 1,4-trans-Einheiten. Auf diesem Weg wird Butadien jedoch bevorzugt zu Copolymeren, wie Styrol-Butadien-Kautschuken, Styrol-Butadien-Styrol-Blockcopolymeren oder Acrylnitril-Butadien-Styrol-Copolymeren umgesetzt.
Koordinative Kettenpolymerisation: Die stereospezifischen Ziegler-Natta-Katalysatoren führen zu einem Polymer mit einem hohen Anteil an 1,4-cis-Einheiten. Vulkanisate dieses Polymers werden als Elastomere verwendet.
| [6]          | Polymerisation | cis-1,4-Einheiten (%) | trans-1,4-Einheiten (%) | 1,2-Einheiten (%) |
| Neodym       | koordinativ    | 98                    | 1                       | 1                 |
| Cobalt       | koordinativ    | 97                    | 1                       | 2                 |
| Nickel       | koordinativ    | 97                    | 2                       | 1                 |
| Titan        | koordinativ    | 93                    | 3                       | 4                 |
| Butyllithium | anionisch      | 36 bis 38             | 52 bis 53               | 10 bis 12         |
Polybutadien besitzt eine hohe Elastizität und ist im Temperaturbereich von - 80 °C bis 90 °C einsetzbar. Polybutadien besitzt auch ohne Füllstoffe eine gute Festigkeit (ähnlich wie Naturkautschuk), eine hervorragende Abriebfestigkeit, wenn gefüllt und vulkanisiert auch eine hohe Rissbeständigkeit.

## Verwendung

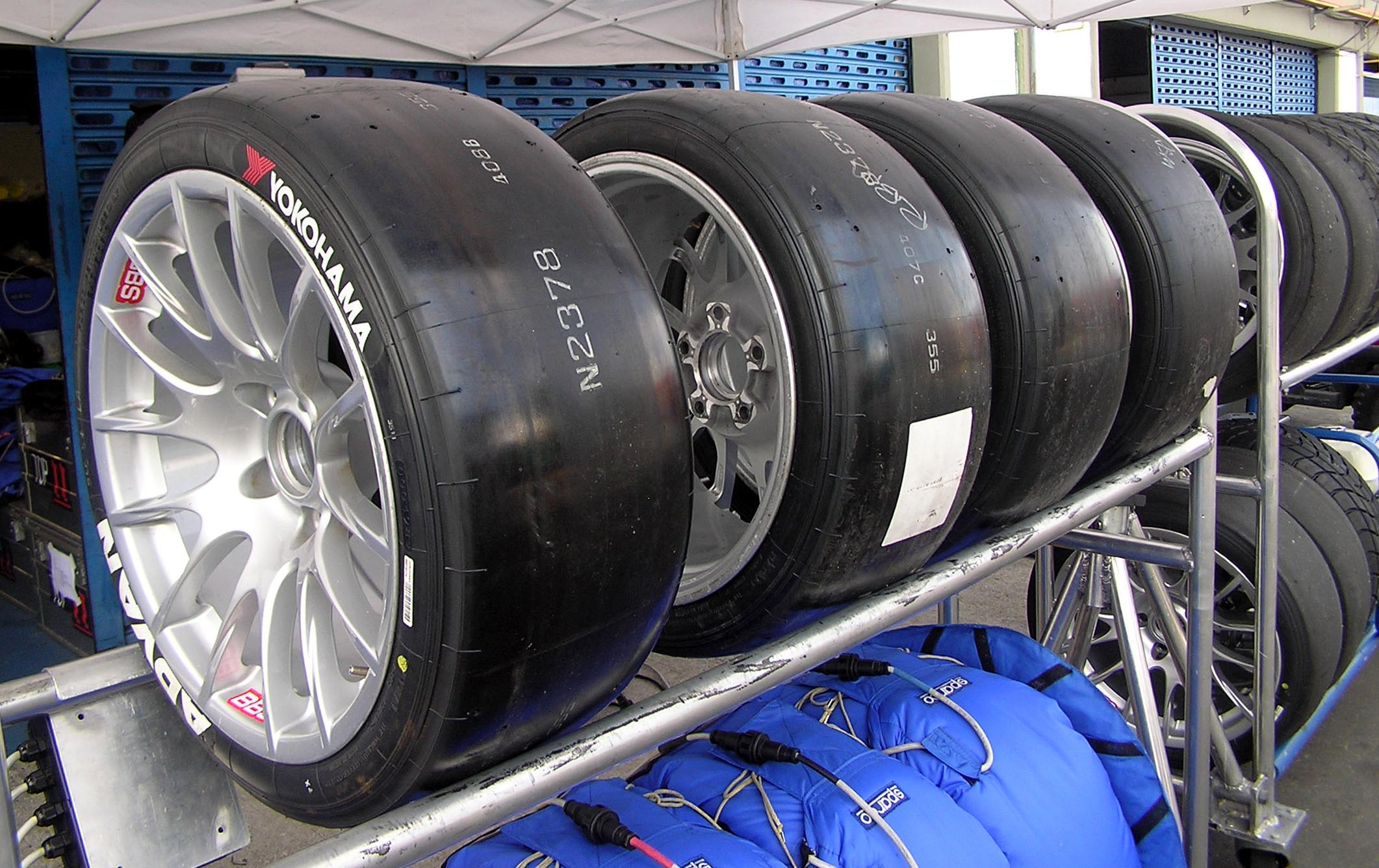
70 % des weltweit produzierten Polybutadiens werden für die Herstellung von Reifen verbraucht.

Zur Verbesserung der Eigenschaften und der Verarbeitbarkeit wird Polybutadien mit Naturkautschuk oder Styrol-Butadien-Kautschuk SBR versetzt. Es findet Verwendung in Kfz-Reifen und Golfballkernen. 
Polybutadien ist ein Hauptbestandteil von Acrylnitril-Butadien-Styrol-Copolymer, auch bekannt als ABS-Kunststoff, ein sehr vielseitig einsetzbarer Kunststoff mit guten Materialeigenschaften. ABS verdankt seine Elastizität und Bruchfestigkeit dem Anteil an Polybutadien.